# Sci alpino ai XIV Giochi olimpici invernali - Slalom gigante LW4 maschile
Tra le competizioni dello sci alpino ai XIV Giochi olimpici invernali di Sarajevo 1984 lo slalom gigante LW4 maschile si disputò sabato 11 febbraio sulle piste di Jahorina; si trattò di una gara dimostrativa di sci alpino paralimpico riservata ad atleti con disabilità a un arto inferiore sotto al ginocchio (categoria LW4). La gara, che non prevedeva l'assegnazione di medaglie, fu vinta dall'austriaco Markus Ramsauer davanti al connazionale Josef Meusburger e allo statunitense Bill Latimer.

## Risultati
| Pos. | Atleta           | Nazione     | Tempo   |
| ---- | ---------------- | ----------- | ------- |
| 1    | Markus Ramsauer  | Austria     | 1:02,66 |
| 2    | Josef Meusburger | Austria     | 1:04,90 |
| 3    | Bill Latimer     | Stati Uniti | 1:05,41 |
| 4    | Eugen Diethelm   | Svizzera    | 1:06,04 |
| 5    | Paul Fournier    | Svizzera    | 1:07,10 |